# SN 2001ee
SN 2001ee – supernowa typu II odkryta 1 września 2001 roku w galaktyce NGC 2347. W momencie odkrycia miała maksymalną jasność 17,00m.